# Ornithogalum sumbulianum
Ornithogalum sumbulianum är en sparrisväxtart som beskrevs av O.D.Düsen och Deniz. Ornithogalum sumbulianum ingår i släktet stjärnlökar, och familjen sparrisväxter.
Artens utbredningsområde är Turkiet. Inga underarter finns listade i Catalogue of Life.